# Carl Johan Schlyter

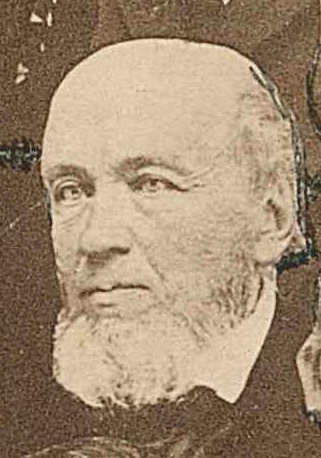
Schlyter auf einer Fotografie von 1868

Carl Johan Schlyter (* 29. Januar 1795 in Karlskrona; † 26. Dezember 1888 in Lund) war ein schwedischer Rechtshistoriker, Rechtswissenschaftler und Hochschullehrer.

## Leben und Werk
Schlyter studierte die Rechtswissenschaften an den Universitäten Lund und Rostock. In Rostock erwarb er den Titel des Doktors der Philosophie, in Lund promovierte er 1820 zum Doktor der Rechte. 1822 erhielt er gemeinsam mit Hans Samuel Collin von König Karl XIV. Johann von Schweden den Auftrag, alle alten schwedischen Gesetze zu sammeln und herauszugeben. Diesen Auftrag, den Schlyter nach Collins Tod 1833 alleine weiter erfüllte, konnte er erst 1877 vollenden. Während seiner Arbeiten an der Sammlung hatte er ab 1835 zunächst eine Professur für Gesetzesgeschichte an der Universität Uppsala, ab 1838 an der Universität Lund inne. 1839–1840 amtierte er als Rektor der Universität. Ab 1842 hatte er an der Universität Lund die erste Professur für Rechtsgeschichte inne, ließ sich jedoch von 1852 bis 1876 für die Arbeit an der Gesetzessammlung von seinen Lehrverpflichtungen entbinden.
In der Herausgabe dieser Gesetzes in quellenkritischer Edition in 13 Bänden ist Schlyters Lebenswerk zu erblicken. Für diese Arbeiten erarbeitete er sich eine exzellente Kenntnis des Altschwedischen, der Sprache, in der die meisten der mittelalterlichen und noch älteren Gesetzestexte verfasst waren. Neben dieser jeden Lebensbereich umfassenden Aufgabe blieb für Schlyter nur wenig Zeit für andere Arbeiten. Gleichwohl liegen Schriften zum Stand der zeitgenössischen Rechtswissenschaft in Schweden sowie zur Rechtsphilosophie vor. Durch seine Werke wurde Schlyter zu einem essentiellen Teil und wichtigem Beförderer der Rechtsgeschichte in Schweden.
Schlyter wurde 1837 in die Kungliga Vitterhets Historie och Antikvitets Akademien, 1856 in die Königlich Schwedische Akademie der Wissenschaften und 1869 in die Königlich Schwedische Musikakademie aufgenommen. 1873 wurde er mit dem Großkreuz des Nordstern-Ordens ausgezeichnet.
Gesellschaftlich galt Schlyter als nicht besonders umgänglich. Tief religiös und von der Wichtigkeit und Richtigkeit seiner Arbeit überzeugt, ließ er keine Kritik gelten und hatte es sich bald mit fast allen seinen Kollegen in Lund verscherzt. Nach Schlyters Tod fand sich kein einziger bereit, einen Beitrag zu einer Festschrift anzufertigen.

## Schriften (Auswahl)
- De principiis legislationis poenalis (1816)
- Tentamina ad illustrandam historiam juris scandinaivici (1819)
- Om laghistoriens studium och dess förhållande till rättsvetenskapens öfriga delar (1835)
- Om Sveriges äldsta indelning i landskap och landskapslagarnes upkomst (1835)
- Corpus iuris sueo-gotorum antiqui. Samling af Sweriges gamla lagar (in 13 Bänden). C. W. K. Gleerup, Lund 1877.
- Om bibelkommissionens omarbetade översättning av Nya testamentet (1878)
- I rättstafningsfrågan: afryck ur företalet til Samling af Sveriges Gamla Lagar 13:de bandet. (Lund 1878)